# Степаненко, Юлия Сергеевна
Юлия Сергеевна Степаненко (латыш. Jūlija Stepaņenko, урожденная Федотова; род. 1 сентября 1977, Рига) — латвийский адвокат, правовед, политический и общественный деятель, депутат 12-го и 13-го Сеймов Латвии (2014—2022). Избиралась в Сейм по списку партии «Согласие», но как представитель политического партнёра этой партии «Честь служить Риге!» и работала в Сейме как внефракционный депутат. После выхода из партии «Честь служить Риге!» участвовала в создании новых политических сил «Закон и порядок» и «Латвия на первом месте» (основатель и председатель правления). В 2022 году исключена из партии «Латвия на первом месте», после возглавила правление партии «Суверенная власть» (Suverēnā vara).

## Жизненный путь
Юлия Федотова родилась 1 сентября 1977 года. Выросла в пригороде Риги Гаркалне, в семье учителя математики. Её бабушка тоже была учительницей, работала в сельской школе и преподавала географию, химию и биологию на латышском и русском языках. В школьные годы Юлия занималась танцами и рисованием, также много слушала классическую музыку.
В 1996 году Юлия закончила Рижскую центральную гуманитарную гимназию, а в 2001 году Латвийский университет по специальности юриспруденция.
Работала юристом в компании «Latvijas Finieris», в 2011 году стала индивидуально практикующим присяжным адвокатом.

## Политическая деятельность
На выборах 12-го Сейма в 2014 году Юлия Степаненко была избрана по списку партии «Согласие», представляя её политического партнёра — партию «Честь служить Риге». В рижском списке она баллотировалась под номером 14, но с 12 371 плюсом и 1 860 вычёркиваниями поднялась на 5-е место. Юлию Степаненко порадовало, что несколько инициированных ею в парламенте инициатив получили поддержку в Сейме и многие жители Латвии это оценили: «Даже один депутат, пусть даже от оппозиции, способен добиться хороших перемен в жизни народа Латвии». Инициативы, которые она поддержала, были направлены на право родителей на защиту детей от инспирированных из-за рубежа социальных экспериментов в системе образования и «сексуальных свобод», уважение защищенных Конституцией ценностей брака и семьи, поддержку семьи, возврат уплаченного подоходного налога при оплате образования по интересам, защиту прав детей граждан Латвии за рубежом, особенно в ситуациях, когда родители по объективным причинам не могут получить качественную юридическую помощь по сохранению и защите родительских прав при столкновении с ювенальной юстицией.
Осенью 2018 года Юлия Степаненко также была избрана в 13-й Сейм по списку партии «Согласие». Она баллотировалась под номером 10 и снова получила большую поддержку (12 154 плюса и всего 1409 вычёркиваний), поднявшись на 5-е место среди кандидатов в депутаты. Ещё до начала работы Сейма руководство фракции «Согласия» предложило ей стать внефракционным депутатом, на что Степаненко согласилась, заключив специальное соглашение о дальнейшем сотрудничестве. В 13-м Сейме она работала в Юридической комиссии, Комиссии по европейским делам, Подкомиссии по судебной политике и Подкомиссии по уголовно-правовой политике. Вместе с Алдисом Гобземсом и Виктором Валайнисом она была признана депутатом, которые больше всех выступали с трибуны сессий при обсуждении законопроектов и вносили поправки в них.
21 февраля 2020 года вместе с пятью другими однопартийцами вышла из партии «Честь служить Риге».
8 января 2021 года Юлия Степаненко стала одним из учредителей политической партии «Закон и порядок», став её сопредседателем вместе с Алдисом Гобземсом. Вышла из этой партии в конце июня того же года по причине несогласия с отношением Гобземса к вопросам внутреннего развития партии и этике взаимоотношений.
В августе 2021 года Юлия Степаненко вместе со своей коллегой, депутатом 13-го Сейма Любовью Швецовой, стала одним из основателей партии «Латвия на первом месте», созданной Айнарсом Шлесерсом, и была выдвинута кандидатом этой партии на пост президента страны. Планировалось, что на выборах в Сейм 1 октября 2022 года она будет баллотироваться кандидатом номер один в Рижском избирательном округе.
15 ноября 2021 г. Юлия Степаненко стала одной из трёх депутатов Сейма, которые специально разработанным законом были отстранены от работы в Сейме в связи с отсутствием прививки от Covid-19 или справки о перенесённом заболевании даже при проведении заседаний в удалённом режиме. Тем самым Степаненко выразила солидарность с тысячами жителей Латвии, которые были отстранены от работы и лишены средств к существованию на основании отсутствия затребованного правительством «сертификата сотрудничества», что фактически принуждало людей к вакцинации от Covid-19 вопреки их желанию. Представители оппозиции Сейма и Юридического бюро Сейма предупредили, что такая норма может противоречить Конституции. Фактически Юлия стала единственным депутатом, который был отстранён на 5 месяцев от работы и не получал зарплаты, хотя лишить избранного народом депутата его полномочий закон не позволяет. Поэтому 7 июня 2022 года Конституционный суд Латвии возбудил дело по иску Юлии Степаненко о соответствии закона «О временных дополнительных требованиях к работе депутатов Сейма и самоуправлений» статьям 96 и 101 Конституции.
Во время вторжения России на Украину 4 марта 2022 года Юлия Степаненко и Любовь Швецова были исключены из партии «Латвия на первом месте», так как Степаненко протестовала против расширенного заседания правления партии для обсуждения отношения партии к войне на Украине и ее последствия в Латвии, тем самым «противореча мнению и ценностям партии». В знак протеста председатель правления партии Степаненко покинула собрание, на котором обсуждалось возможное исключение её и Швецовой из партийных рядов. Степаненко заявила, что это исключение было якобы связано с тем, что Айнарс Шлесерс хотел снизить интерес контролирующих органов к партии и к себе лично, из-за того что он, по словам Степаненко, был связан с Дмитрием Мазепиным, а последний близок с Владимиром Путином.
В июле 2022 года Степаненко вступила партию «Суверенная власть» и стала председателем партии, сменив на этом посту своего мужа Вячеслава Степаненко. Название этой партии восходит ко 2-й статье Конституции Латвии, в которой говорится, что «суверенная власть в стране принадлежит народу Латвии». Участвовала в парламентских выборах 2022 года, но её партия не прошла 5-процентный барьер.
В 2024 году неудачно баллотировалась в Европарламент. В 2025 году была избрана в Рижскую думу, по списку своей партии.

## Семья
Юлия Степаненко замужем за однокурсником по Латвийскому университету Вячеславом Степаненко — юристом, присяжным адвокатом, политиком, депутатом Рижской думы. В семье четверо детей.